# Bräkne och Karlshamns domsaga
Bräkne och Karlshamns domsaga var en domkrets med en häradsrätt som bildades 1950 i Blekinge län. Domsagans bildades av en del av Bräkne och Listers domsaga samt domkretsen för Karlshamns rådhusrätt och motsvarade efter 1967 Karlshamns stad som oförändrad 1971 ombildades till Karlshamns kommun. Häradsrätten och domsagan ingick i domkretsen för Hovrätten över Skåne och Blekinge. Häradsrätten var placerad i Karlshamn. 
Häradsrätten ombildades 1971 till Bräkne och Karlshamns tingsrätt med oförändrad domsaga. Den bytte namn till Karlshamns tingsrätt (med motsvarande namnändring av domsagan) 1975 och upphörde 2001 då den uppgick i Blekinge tingsrätt.

## Administrativ historik
Domsagan bildades 1950 genom sammanläggning av Bräkne tingslag och domkretsen för Karlshamns rådhusrätt. Häradsrätten var placerad i Karlshamn. 1952 överfördes Öljehults socken, 1967 Bräkne-Hoby socken från denna domsaga till Östra och Medelstads domsagas tingslag. 1967 överfördes Mörrums socken och Elleholms socken till denna domsaga från Listers och Sölvesborgs domsagas tingslag.  Häradsrätten ombildades 1971 till Bräkne och Karlshamns tingsrätt med oförändrad domsaga.
.
Domsagan bestod av ett tingslag, Bräkne och Karlshamns domsagas tingslag.

## Häradshövdingar
- 1950-1969 Sven Norrsell
- 1969–1970 Gösta Grevillius